# موسکیانو
موسکیانو (به ایتالیایی: Moschiano) یک کومونه در ایتالیا است که در استان آولینو واقع شده‌است. موسکیانو ۱۳ کیلومتر مربع مساحت و ۱٬۷۰۱ نفر جمعیت دارد و ۲۷۶ متر بالاتر از سطح دریا واقع شده‌است.